# HD59437
HD59437 — хімічно пекулярна зоря спектрального класу A0, що має видиму зоряну величину в смузі V приблизно  9,3.
Вона  розташована на відстані близько 973,6 світлових років від Сонця.

## Пекулярний хімічний склад
Зоряна атмосфера HD59437 має підвищений вміст 
Cr
.